# Кобильниця (Поморське воєводство)
Кобильниця (пол. Kobylnica) — місто в Польщі, у гміні Кобильниця Слупського повіту Поморського воєводства.
Населення — 2883 особи (2011).
У 1975-1998 роках місто (тоді село) належало до Слупського воєводства.

## Демографія
Демографічна структура станом на 31 березня 2011 року:
|          | Загалом | Допрацездатний вік | Працездатний вік | Постпрацездатний вік |
| -------- | ------- | ------------------ | ---------------- | -------------------- |
| Чоловіки | 1425    | 298                | 1019             | 108                  |
| Жінки    | 1458    | 284                | 910              | 264                  |
| Разом    | 2883    | 582                | 1929             | 372                  |